# Sept-Sorts
Sept-Sorts település Franciaországban, Seine-et-Marne megyében. Lakosainak száma 597 fő (2022. január 1.). Sept-Sorts La Ferté-sous-Jouarre, Jouarre, Sammeron és Ussy-sur-Marne községekkel határos.

## Népesség
A település népessége az elmúlt években az alábbi módon változott:
| Lakosok száma | 432  | 471  | 499  | 500  | 512  | 522  | 547  | 572  | 597  |
|               | 2013 | 2015 | 2016 | 2017 | 2018 | 2019 | 2020 | 2021 | 2022 |